# Naro Vallis
Naro Vallis est une vallée de la planète Mars couvrant 393 km à l'est du cratère Schroeter et centrée par 3,9° S et 60,6° E dans le quadrangle d'Iapygia.